# Rudolf Fränkel
Rudolf Fränkel, adesea anglicizat ca Rudolf sau Rudolph Frankel (n. 14 iunie 1901, Neisse, Regatul Prusiei, Imperiul German – d. 23 aprilie 1974, Cincinnati, Ohio, SUA) a fost un arhitect german-evreu care s-a numărat printre liderii mișcării avangardiste dinainte de război din Berlin. În vara anului 1933 a emigrat în București, apoi în Londra și Statele Unite, unde a predat la Universitatea din Miami, Ohio.
A făcut ucenicia de la 1922 la 1924 cu Richard Riemerschmid în München și apoi cu Gustav Hart în Berlin. În 1922 s-a căsătorit cu Eva Tarrasch.

## Selecție de lucrări
- 1924–1928: Gartenstadt Atlantic settlement, Gesundbrunnen, Berlin
- 1926: Residential building, Emser Straße 14-17a, Wilmersdorf, Berlin
- 1926–28: Country house for film director Gabriel Levy,[8][10] Silberberger Straße 29a, Bad Saarow
- 1927: Honig settlement, Bellermannstraße 72-78, Gesundbrunnen, Berlin
- 1927–1929: Lichtburg cinema at Gartenstadt Atlantic, Gesundbrunnen, Berlin
- 1927–1930: One- and two-family houses at Gartenstadt Frohnau, Frohnau, Berlin[8]
- 1928: Bridge over the River Ruhr in Westhofen, Schwerte (distrus)
- 1929: Two-family house, Warnemünder Straße 28a and b, Dahlem, Berlin
- 1929–32: Lange House (complex for the elderly including theatre, cinema and clinic), Bad Saarow[11]
- 1930: Flats on Grieser Platz, Halensee, Berlin
- 1930–1931: Leuchtturm Restaurant, Friedrichstraße 138, Mitte, Berlin
- 1930–31: Four-storey residential buildings at the Schlosspark, Pankow, Berlin[11]
- 1930–1932: Housing on the Stadtpark Schöneberg, Schöneberg, Berlin
- 1931–1932: Stern residence, Schmolz, lângă Breslau[8][12][13]
- 1932–1933: Renovation, Albert Schumann Theatre, Frankfurt pe Main[14][15] (destroyed in 1944, ruins demolished 1960)
- 1933–1934: Casa Pop, Caragiale 9, București[16]
- 1934: Apartamente pentru cuplurile fără copii, București[11]
- 1934: Oțelăria Reșița, Oțelu Roșu[11]
- 1933–1935: Clădirea companiei de asigurări Adriatica, București[11]
- 1934–1936: Clădirea unei fabrici de textile de lângă București
- 1935–1936: Teatrul de Comedie din București[17]
- 1935–1937: Clădirea Malaxa, București[11]
- 1935–1937: Cinematograful Scala din București[11]
- 1936–1937: Vila Flavian, str. Serg. Gheorghe Militaru și Șoseaua Kisseleff, București[8][11]
- 1937–1938: Rachwalsky residence, Home Counties, pentru sora lui și soțul ei Max[8]
- 1937–1938: Frankel house, Outer London, now a Grade II listed building[18]
- 1941: E. H. Jones (Machine Tools) Ltd. factory, sales space, canteen, Kingsbury[11]
- 1946–1947: Suflex Ltd. factory
- 1946–1948: Sotex Ltd. nylon clothing factory, Congleton[11][12]
- 1949: Lichfield residence, Stanmore[11]
- 1950: Luralda Ltd. warehouse, Londra[11]
- 1950: Extension, Rachwalsky residence, New York[11]